# Zaim (Mołdawia)
Zaim – miejscowość i gmina w Mołdawii, w rejonie Căușeni. W 2014 roku liczyła 4281 mieszkańców. 

## Położenie i opis
Wieś leży w rejonie Căușeni, w odległości ok. 74 km na południowy wschód od Kiszyniowa i 6 km na południowy zachód od stolicy rejonu.
Pierwsza wzmianka o miejscowości pochodzi z 1807 r.
We wsi w 1988 r. otwarto muzeum Alexeia Mateevici'a, mołdawskiego duchownego prawosławnego i narodowego poety, a w 1990 r. odsłonięto jego pomnik. Muzeum zajmuje dom wzniesiony przez ojca poety, w którym przyszły twórca spędził cztery lata dzieciństwa.

## Demografia
W 2004 r. we wsi żyło 4657 osób, z czego zdecydowana większość, 4435, zadeklarowało narodowość mołdawską. 29 osób wskazało tożsamość rumuńską, 22 – rosyjską, 21 – ukraińską, zaś pojedyncze osoby zadeklarowały przynależność do narodów gagauskiego lub innego.